# Elecció papal de 1187 (desembre)

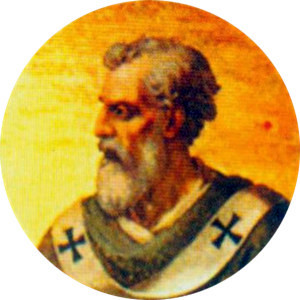
Representació de Climent III.

L'elecció papal de desembre de 1187 es va convocar després de la mort del papa Gregori VIII i va acabar amb el nomenament del cardenal Paolo Scolari com a Papa Climent III.
A la mort de Gregori VIII hi havia probablement només 20 cardenals. Estudiant les subscripcions de les butlles papals del desembre de 1187 es pot concloure que hi hagué nou cardenals electors presents a Pisa. D'aquests, cinc havien estat creats pel Papa Luci III, tres pel Papa Alexandre III i un pel Papa Luci II. Probablement onze cardenals no hi eren, set de creats per Luci III, tres per Alexandre III i un per Adrià IV.
El papa Gregori VIII va morir a Pisa el 17 de desembre de 1187 després d'un pontificat de només un mes i 27 dies. Dos dies després els cardenals presents al seu llit de mort van iniciar els preparatius per l'elecció d'un successor, que se celebrà amb la presència del Cònsul de Roma Leo de Monumento. En les primeres votacions resultà elegit el cardinal Teobald d'Ostia però va declinar. En les segones votacions els cardenals van elegir de manera unànime el cardenal Paolo Scolari, bisbe de Palestrina. Va acceptar l'elecció i va prendre el nom de Papa Climent III. El 7 de gener de 1188 va ser solemnement coronat pel protodiaca Giacinto Bobone Orsini i el febrer de 1188 va tornar a Roma.